# (33882) 2000 JM74
2000 JM74 (asteroide 33882) é um asteroide da cintura principal. Possui uma excentricidade de 0.06995610 e uma inclinação de 6.23147º.
Este asteroide foi descoberto no dia 4 de maio de 2000 por LONEOS em Anderson Mesa.